# Evilásio Tenorio
Evilásio Tenório da Silva Junior (Recife, 02 de outubro de 1950) é o bispo-eleito da Diocese de Recife, da Igreja Anglicana do Cone Sul da América, responsável pela 2ª Região Eclesiástica (de Pernambuco ao Rio Grande do Sul). É também reitor do Seminário Anglicano Teológico de Pernambuco (SAT-PE).
Foi eleito Bispo bispo sufragâneo em 2011, e sua posse era prevista para o mês de março de 2012, em sagração que seria realizada por Dom Robinson Cavalcanti. Em virtude da morte de Dom Robinson, em 26 de fevereiro de 2012, Dom Evilásio permaneceu provisoriamente como Bispo Diocesano, até a eleição do novo líder da Igreja Anglicana, em 19 de maio de 2012. Finalmente, no dia 17 de março de 2012, foi sagrado Bispo Sufragâneo, na Paróquia Anglicana do Espirito Santo pelo Bispo Peter Beckwith, da Igreja Anglicana na América do Norte, e teve como co-sagrantes o Bispo Alexander Barroso, da Igreja Anglicana Carismática da Venezuela e o Bispo Martin Marrison, da Igreja da Inglaterra na África do Sul.